# DWM TED 52/BED 52

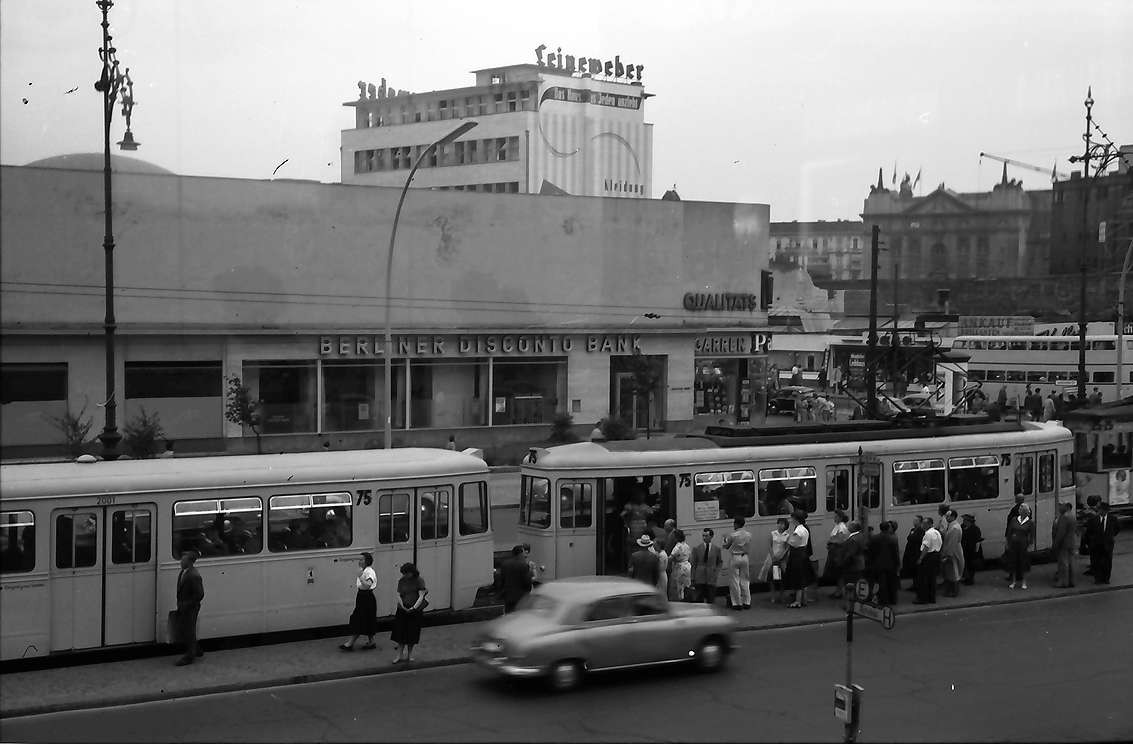
Skład TED 52+BED 52 na Hardenbergstraße w lipcu 1957

TED 52/BED 52 – seria jednokierunkowych wagonów tramwajowych. Mimo że wyprodukowano jedynie dwa składy, każdy złożony z jednego wagonu silnikowego i jednego doczepnego, trudności występujące w czasie jazd próbnych potraktowano jako pretekst do likwidacji całego systemu tramwajowego w Berlinie Zachodnim.

## Historia
W 1952 r. przewoźnik BVG postanowił zamówić na próbę dwa składy nowoczesnych wagonów tramwajowych. Ich produkcję powierzono zakładom DWM z Berlina. Wyposażenie elektryczne wyprodukowały firmy AEG i SSW, przy czym każda z nich wyposażyła w aparaturę jeden skład dwuwagonowy. Wagonom silnikowym nadano numery taborowe 7000 i 7001, doczepom natomiast 2000II i 2001II. Tramwaje przydzielono do zajezdni Charlottenburg.
11 lutego 1953 r. dyrekcja firmy Berliner Verkehrsbetriebe wzięła kredyt w wysokości 12 milinów marek niemieckich na zakup 40 składów tramwajowych i 20 autobusów piętrowych typu D2U. Problemy pojawiające się w czasie jazd próbnych nowych tramwajów, ich niewielka pojemność oraz jednokierunkowość doprowadziły jednak do ponownego zwołania posiedzenia rady nadzorczej BVG dnia 28 sierpnia 1953 r. W czasie zebrania postanowiono o wykorzystaniu środków z kredytu wyłącznie na zakup 140 autobusów, a także o likwidacji linii tramwajowych w Berlinie Zachodnim i stopniowemu zastępowaniu ich liniami autobusowymi do 1967 r.
Z powodu jednokierunkowości kursowanie tramwajów było ograniczone jedynie do linii zakończonych pętlami. Początkowo tramwaje obsługiwały linię nr 75 z Breitscheidplatzu do Hakenfelde. Wraz z przebudową Breitscheidplatzu zlikwidowano pętlę tramwajową wokół Kościoła Pamięci, dlatego też 1 kwietnia 1959 r. tramwaje przydzielono do linii nr 75E. Po zamknięciu linii nr 75 i 76 24 stycznia 1966 r., tramwaje obsługiwały linie nr 53 i 54. 2 maja 1967 r. wyżej wymienione linie zlikwidowano, a wagony odstawiono w macierzystej zajezdni Charlottenburg.
Po wycofaniu wagonów TDE 52 i BDE 52 planowano ich sprzedaż miastu Kassel, jednak tego zamierzenia nie udało się ostatecznie zrealizować. Zamiast tego wagony stały się częścią zbioru pojazdów zabytkowych stacjonujących w zajezdni Britz. Po rezygnacji z dalszego utrzymywania kolekcji, w 1993 r. skład 7000+2000II otrzymało stowarzyszenie DVN Berlin, które umieściło tramwaje w zajezdni Niederschönhausen i udostępniło je odwiedzającym. Doczepę nr 2001II sprzedano w 2001 r. osobie prywatnej z gminy Schmilau. Wagon silnikowy nr 7001 zezłomowano w 1996 r.

## Konstrukcja
Wagony miały zwiększoną o 25-30 liczbę miejsc dla pasażerów w porównaniu z eksploatowanymi wówczas tramwajami dwuosiowymi. Wagony silnikowe TDE 52 i doczepne BDE 52 skonstruowano jako jednokierunkowe z ustalonym porządkiem wymiany pasażerów. Trójskrzydłowe drzwi dla wsiadających umieszczono na końcu, dwuskrzydłowe drzwi dla wysiadających zlokalizowano natomiast w części środkowej i przedniej wagonu.
Pod względem konstrukcyjnym tramwaje silnikowe i doczepne były w dużej mierze zbliżone do siebie. Z powodu chęci przetestowania rozwiązań konstrukcyjnych przed rozpoczęciem produkcji seryjnej tramwajów, dwa prototypowe składy otrzymały różne typy wyposażenia elektrycznego. Skład 7000+2000II wyposażyło AEG, skład 7001+2001II natomiast SSW, dlatego też nie było możliwości połączenia wagonu z jednej pary z wagonem z drugiej pary. Skład skompletowany przez AEG wyposażono w napęd elektryczny produkcji Düwag, w którym wzdłużnie zainstalowany silnik napędza obie osie wózka za pomocą przekładni zębatej stożkowej. Skład wykończony przez SSW posiadał po jednym silniku na każdą oś, której koła napędzane były przegubami Cardana.
Stanowisko motorniczego oddzielono od przedziału pasażerskiego kabiną. Zamiast klasycznej korby rozruch i hamowanie odbywały się za pomocą dźwigniowego nastawnika jazdy. Na końcu wagonu umieszczono dodatkowy pulpit manewrowy z nastawnikiem i hamulcem. Przy stanowisku konduktora zainstalowano wyłącznik awaryjny umożliwiający przerwanie zasilania wagonu.
Przedział pasażerski wykończono drewnem, a sufit pomalowano na kolor biały. Tapicerowane siedzenia w kolorze czerwonym zamontowano przodem do kierunku jazdy, a w doczepach w miejscu kabiny motorniczego zainstalowano dodatkowo trzyosobową ławkę. W przedniej części wagonów siedzenia umieszczono w układzie 2+1, w tylnej w układzie 1+1.
W składzie AEG oświetlenie stanowią lampy fluorescencyjne, a w składzie SSW lampy żarowe. Wagon nr 7000 ogrzewany był ciepłym powietrzem z silników, wagon nr 7001 natomiast grzejnikiem akumulacyjnym. Doczepy ogrzewano grzejnikami elektrycznymi.
Stanowisko konduktora wyposażono w mikrofon i system nagłośnieniowy umożliwiający zapowiadanie przystanków. Sygnały do odjazdu mogły być uruchamianie niezależnie przez konduktora i motorniczego, przy czym skład AEG miał akustyczny system sygnalizacji, a skład SSW wizualno-akustyczny.